# Tu te reconnaîtras
Tu te reconnaîtras – debiutancki singiel francuskiej piosenkarki Anne-Marie David napisany przez Claude Morgana i Vline Buggy i promujący pierwszą płytę studyjną artystki o tym samym tytule.
W 1973 roku utwór reprezentował Luksemburg, gospodarza 18. Konkursu Piosenki Eurowizji organizowanego w Luksemburgu. 7 kwietnia został zaprezentowany w finale, w którym ostatecznie zajął pierwsze miejsce po zdobyciu 129 punktów, w tym m.in. najwyższej noty dziesięciu punktów (dwa razy po pięć punktów) od jurorów z Wielkiej Brytanii, Szwajcarii i Francji. 
Oprócz francuskojęzycznej wersji singla, piosenkarka nagrała także utwór w kilku innych językach: w niemieckim („Du bist da”), angielskim („Wonderful Dream”), hiszpańskim („Te reconocerás”) i włoskim („Il letto del re”). Oprócz tego, piosenka została nagrana także przez innych artystów w wielu innych językach: po fińsku („Nuoruus on seikkailu”), szwedzku („Vad än sker”), słowacku ("Spomienky v nás"),  turecku („Göreceksin kendini”), niderlandzku („Vuur en vlam”), flamandzku („Kom terug”), grecku („Ta se vro”) i polsku („Ty i ja - wczoraj i dziś”). Polską wersję tej piosenki, wydaną w 1974 roku wykonywała Irena Jarocka.

## Lista utworów
Tu te reconnaîtras (French 7" winyl)
1. „Tu te reconnaîtras” – 2:40
2. „Au bout du monde” – 2:30

Du bist da (German 7" winyl)
1. „Du bist da” – 2:40
2. „Komm’ mit mir ins Land der Träume” – 2:30

Te reconoceras (Spanish 7" winyl)
1. „Te reconoceras” – 2:40
2. „Al final del mundo” – 2:30

Wonderful Dream (English 7" winyl)
1. „Wonderful Dream” – 2:30
2. „Tu te reconnaîtras” – 2:40

## Notowania na listach przebojów
| Kraj       | Lista (1973)              | Najwyższe miejsce |
| ---------- | ------------------------- | ----------------- |
| Holandia   | Singles Top 40            | 2                 |
| Norwegia   | Singles Top 20            | 2                 |
| Belgia     | Singles Top 50 (Flandria) | 6                 |
| Szwajcaria | Singles Top 75            | 6                 |
| Niemcy     | Singles Top 100           | 40                |